# Matthew Ridenton
Matthew Ridenton est un footballeur international néo-zélandais né le 11 mars 1996 à Auckland. Il évolue au poste de milieu à Wellington Phoenix.

## Biographie
Matthew Ridenton participe à la Coupe du monde des moins de 17 ans 2013 organisée aux Émirats arabes unis, puis à la Coupe du monde des moins de 20 ans 2015 qui se déroule dans son pays natal. Il joue trois matchs lors du mondial des moins de 17 ans et un lors du mondial des moins de 20 ans.

## Carrière
- 2013 : Auckland City ( Nouvelle-Zélande)
- 2013-201. : Wellington Phoenix ( Nouvelle-Zélande)[3]